# Al roble

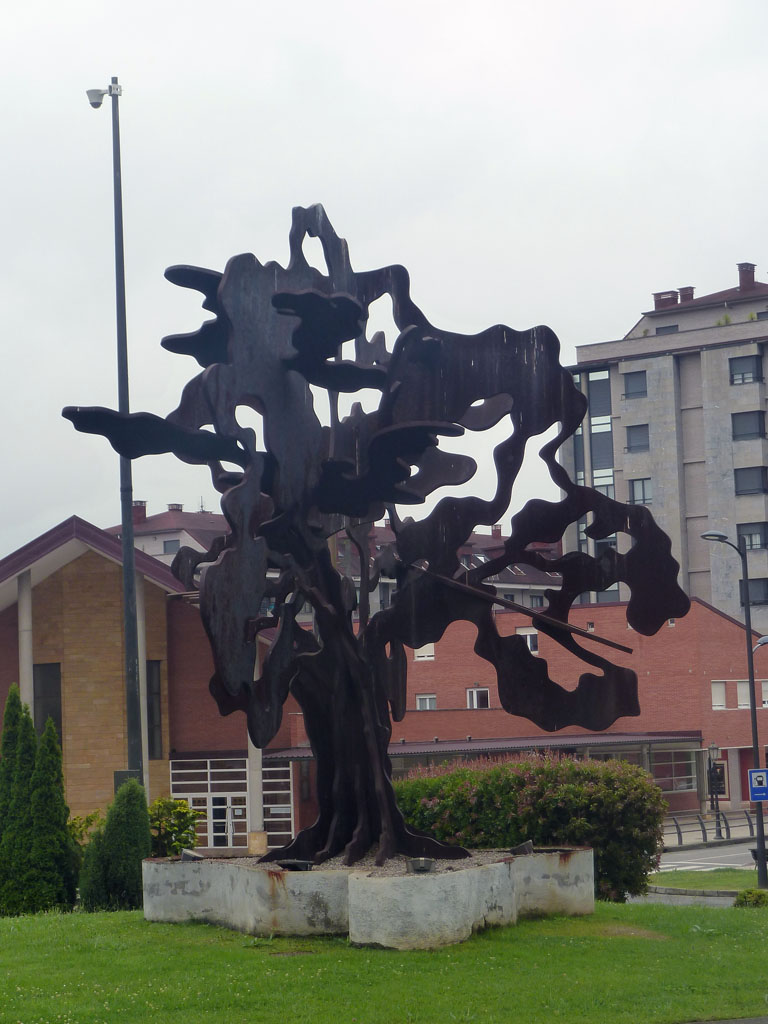
Al roble.

La escultura urbana conocida Al roble, ubicada en la plaza de Gabino Díaz Merchán, en la Florida, en la ciudad de Oviedo, Principado de Asturias, España, es una de las más de un centenar que adornan las calles de la mencionada ciudad española.
El paisaje urbano de esta ciudad se ve adornado por obras escultóricas, generalmente monumentos conmemorativos dedicados a personajes de especial relevancia en un primer momento, y más puramente artísticas desde finales del siglo XX.
La escultura, hecha en acero corten, es obra de Miguel Álvarez Fernández, "Ponticu", y está datada en 2003.